# Atlantic (singel)
Atlantic – utwór pochodzący z albumu Under the Iron Sea wydanego przez angielską grupę Keane. Piosenka została wydana najpierw w wersji cyfrowej 24 kwietnia 2006, natomiast później pod postacią płyty gramofonowej ograniczonej do 1000 egzemplarzy.

## Informacje dotyczące wydań
Piosenka pochodząca z płyty gramofonowej ma długość 4:13 minut. Wersja wydana pod postacią video jest dłuższa i trwa 6:11 minut. Utwór został zrealizowany przez wytwórnię fonograficzną Island Records, producentem jest Andy Green.

## Okładka singla
Grafika okładki albumu została zaprojektowana przez fińską artystkę Sannę Annukkę Smith w maju 2006 roku.